# 美原大橋
美原大橋（みはらおおはし）は、北海道江別市にある石狩川に架かる斜張橋。
国道337号道央圏連絡道路美原バイパスの一環として建設された。

## 概要
道央自動車道江別東IC（江別市江別太）から江別市美原を結ぶ延長3.9kmの「美原バイパス」供用開始に伴って開通。総事業費317億円をかけて完成した。
石狩川の河口から6番目の橋であり、下流には石狩大橋が、上流にはたっぷ大橋が架かっている。
美原バイパスの開通により、蕨岱地区から江別東ICまでの所要時間が約10分短縮された。
主塔の高さは80mあり、夜間はライトアップされていて平成17年度「照明普及賞・優秀施設賞」も受賞しているが、節電のため当面の間ライトアップを休止している。

## 諸元
- 種別 - 鋼道路橋
- 形式 - 3径間連続鋼斜張橋（1面吊り）・3径間連続鋼鈑桁橋[1]
- 橋長 - 649.5m（全長972.0m）[1]
- 支間割 - 154.0+340.0+154.0m[1]
- 幅員 - 28.8m[1]
- 鋼重 - 17,855t
- 活荷重 - B活荷重
- 構造規格 - 3種1級[5]
- 設定速度 - 80km/h[5]
- 完成年度 - 2005年（平成17年）

## 歴史
- 1995年（平成7年）10月、着工[2]。
- 2005年（平成17年）3月26日、美原大橋（美原バイパス）が供用開始[6]。
- 2009年（平成21年）3月18日、美原道路が一部供用開始[7]。

## 接続する道路
- 国道12号
  - ランプ形態で立体交差している。